# Hogna transvaalica
Hogna transvaalica este o specie de păianjeni din genul Hogna, familia Lycosidae. A fost descrisă pentru prima dată de Simon, 1898. Conform Catalogue of Life specia Hogna transvaalica nu are subspecii cunoscute.